# Montclar de Comenge
Montclar de Comenges (francès Montclar-de-Comminges) és un municipi del departament francès de l'Alta Garona, a la regió d'Occitània.